# Corinne Brunet
Corinne Brunet (* 7. Mai 1984) ist die Botschafterin Benins gegenüber der Bundesrepublik Deutschland.

## Leben
Brunet hat 2011 ihr Studium als M. Sc. International Business Management an der INSEEC London-Paris beendet. Seit 2008 hat sie in verschiedenen Positionen vorwiegend in der Freien Wirtschaft gearbeitet. Zuletzt war sie 2017 bei der CSR, Publicis Groupe angestellt. Sie wechselte zur Novethic, ein Tochterunternehmen der Caisse des Dépôts, und arbeitet dort als Leiterin Strategie und Entwicklung von 2017 bis 2022 und anschließend noch im Jahr 2023 als Leiterin Strategie und Finanzen. Bis zum Ende des Jahres 2024 war sie Beninische Botschafterin gegenüber der Republik Frankreich und wechselte anschließend an ihren heutigen Posten als Botschafterin gegenüber Deutschland. Sie wurde zum 18. Dezember 2024 beim Bundespräsidenten akkreditiert.
Brunet ist ledig und hat ein Kind.
Die Botschafterin spricht fließend französisch und englisch.